# Erfgoed Zeeland

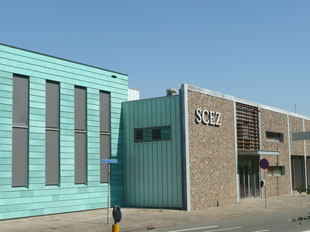
Erfgoed Zeeland-gebouw Het Schuitvlot

Erfgoed Zeeland is het aanspreekpunt en kenniscentrum voor het erfgoed in de Nederlandse provincie Zeeland. 

## Doelen, taken en activiteiten
Erfgoed Zeeland informeert en adviseert over het erfgoed in Zeeland en wil het 'beleefbaar' maken voor een breed publiek. Overkoepelend motto is 'beschermen, benutten en beleven' van erfgoed. Het idee is dat erfgoed boeit, omdat het over de eigen omgeving en het eigen verleden gaat en dat ook de verhalen daarover boeien. Tegelijkertijd zo meent men, dat erfgoed bindt, mensen aan hun omgeving en aan elkaar. 
Erfgoed Zeeland beschikt over een breed netwerk binnen en buiten de provincie Zeeland. Zij richt zich in haar doen en laten op alle geledingen van de maatschappij, het Rijk, de Provincie Zeeland, gemeenten, erfgoedorganisaties, vrijwilligers en andere burgers en monumenteigenaren. Erfgoed Zeeland geeft uitvoering aan het provinciaal beleid op het terrein van cultureel erfgoed. De Provincie Zeeland wil een zo gevarieerd en zo gespreid mogelijke cultuurparticipatie en versterking van de culturele factor in de samenleving. Erfgoed Zeeland stelt haar werkzaamheden ten dienste van het duurzaam behoud en de duurzame ontwikkeling van het erfgoed in al zijn verschijningsvormen, materieel zowel als immaterieel. De werkvelden zijn archeologie, cultuurhistorie, monumenten, musea, streektalen, volkscultuur en erfgoededucatie.
Erfgoed Zeeland heette voorheen Stichting Cultureel Erfgoed Zeeland (SCEZ) en werd opgericht in 2001. Het kantoor is gehuisvest in gebouw Het Schuitvlot, in Middelburg.

## Andere provinciale centra
Elke provincie heeft in principe een provinciale erfgoedinstelling, soms geïntegreerd met een   provinciaal steunpunt cultureel erfgoed.